# Mohamed El Hassani
Mohamed El Hassani surnommé Akerhi, né le 8 février 1991 à Anvers (Belgique), est un criminel belge d'origine marocaine spécialisé dans le trafic de drogue dans le conflit Mocro-oorlog à Anvers.
Mohamed El Hassani est le bras droit du grand baron Abdelkader Bouker affilié aux frères Abergil de la mafia israélienne. Depuis la disparition du chef, il commande le réseau en tant que bras droit de Othman El Ballouti, à partir du Brésil.
À la suite de l'opération Sky ECC menée par la police belge et néerlandaise, Mohamed El Hassani figure parmi les personnes les plus recherchées dans cette affaire anti-drogue. Il figure parmi les hommes les plus recherchés en Belgique et figure dans le top 50 Interpol.
Le 9 décembre 2021, il est arrêté par la Guardia Civil à l'aéroport de Malaga en provenance de Rio de Janeiro.

## Biographie

### Enfance
Mohamed El Hassani naît à Anvers et grandit dans le quartier de Borgerhout.

### Mocro-oorlog
Le 7 juillet 2016, le chef de son réseau Abdelkader Bouker est enlevé à Anvers par un commando français travaillant pour les barons néerlandais Houssine Ait Soussan et Abdelhamid Aït Ben Moh à la suite d'une perte de 400 kg de cocaïne. Les Néerlandais réclament une rançon de 5 millions d'euros. La famille El Hassani paye une rançon de 1,6 million d'euros au clan néerlandais. Ces derniers ne laissent aucune trace d'Abdelkader Bouker. 
En décembre 2016, son domicile familial situé à Guldensporenstraat à Borgerhout est criblé de balles. Une bombe a aussi explosé devant le domicile.
Le 1er septembre 2019, une explosion a lieu sur la rue Guldensporenstraat à Anvers. L'attentat est selon la justice visé pour la famille El Hassani,.
En juin 2020, une cargaison de 685 kilos de cocaïne est intercepté au Port d'Anvers. Mohamed El Hassani est soupçonné d'être derrière cette importation. Plusieurs suspects sont arrêtés à Westerlo.
En décembre 2020, Mohamed El Hassani est condamné à trois ans de prison et d'une amende de 12 000 euros dans le dossier Makreel. Dans ce dossier qui date de 2015, Mohamed El Hassani a été pris dans l'importation de 322 kg de cocaïne.

### Arrestations
Le 9 décembre 2021, la Guardia Civil arrête Mohamed El Hassani à Malaga. Le jour de son arrestation, la justice belge demande aux autorités espagnoles l'extradition du criminel vers la Belgique.

### Opération Sky ECC
Grâce à l'opération SKY ECC, les enquêteurs belges ont pu lier le nom de Mohamed El Hassani à plusieurs dossiers et incidents survenus à Anvers.

### Ouvrages
Cette bibliographie est indicative.
 : document utilisé comme source pour la rédaction de cet article.
- (nl) Wouter Laumans, Wraak, Overamstel Uitgevers, 2019 (ISBN 978-90-488-3621-5)

 : document utilisé comme source pour la rédaction de cet article.
- (nl) Marijn Schrijver, Mocro Maffia, Lebowskipublishers, 2015, 256 p. (ISBN 978-90-488-2803-6)